# Cais Inglês

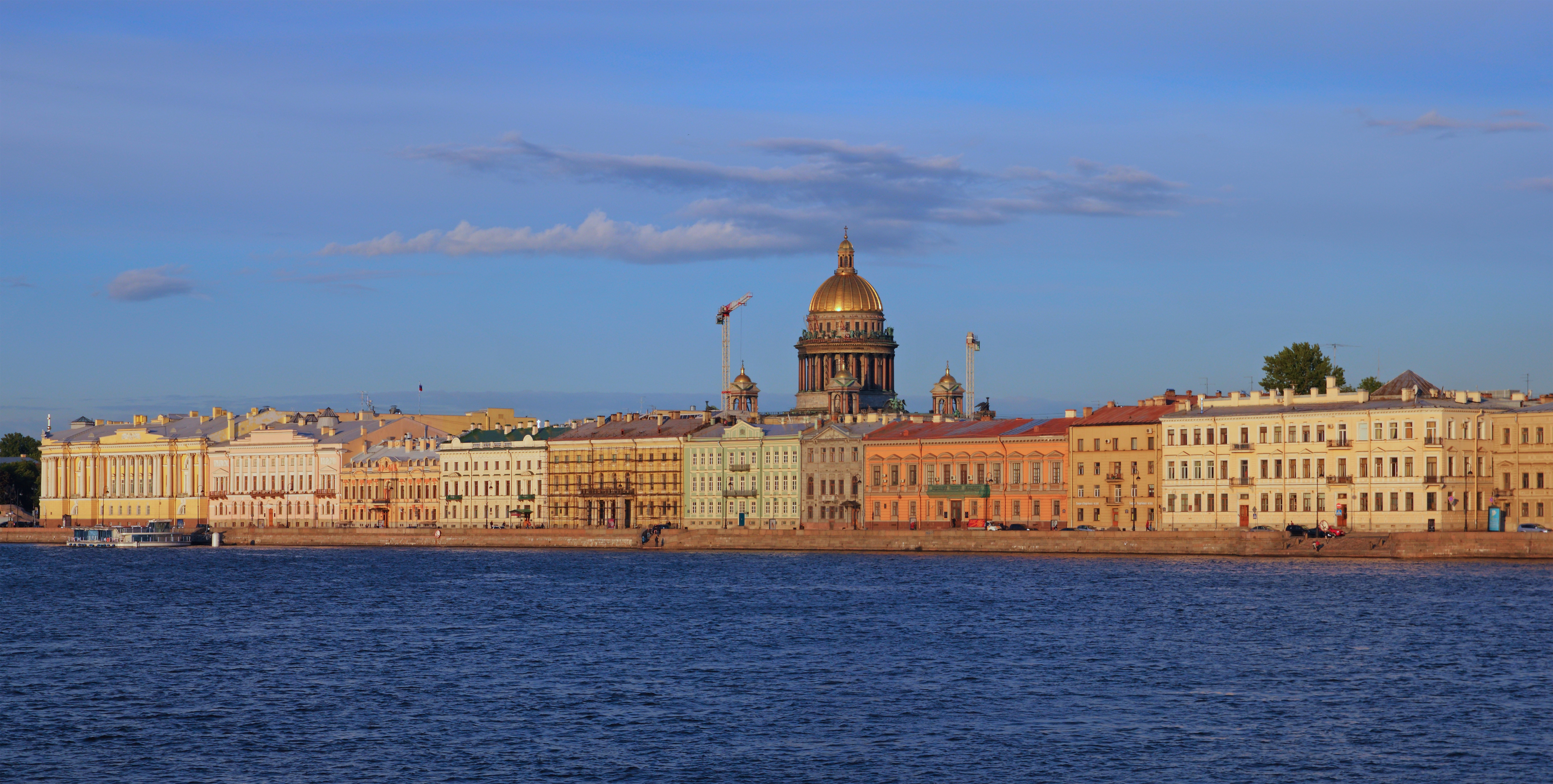
O Cais Inglês.

O Cais Inglês (em russo: Англи́йская на́бережная, também conhecido pelo seu nome em inglês: English Embankment) é o trecho inicial da longa via às margens do rio Neva, na cidade russa de São Petersburgo, ligado ao Cais do Almirante, ao Cais do Palácio, ao Cais de Kutuzov e ao Cais de Robespierre.
O seu nome se deve à notável presença da embaixada e da catedral inglesas no cais. Nomeado Cais Inglês ainda no século XIX, a via levou o nome de Cais da Frota Vermelha entre 1918 e 1994.